# John B. Heywood

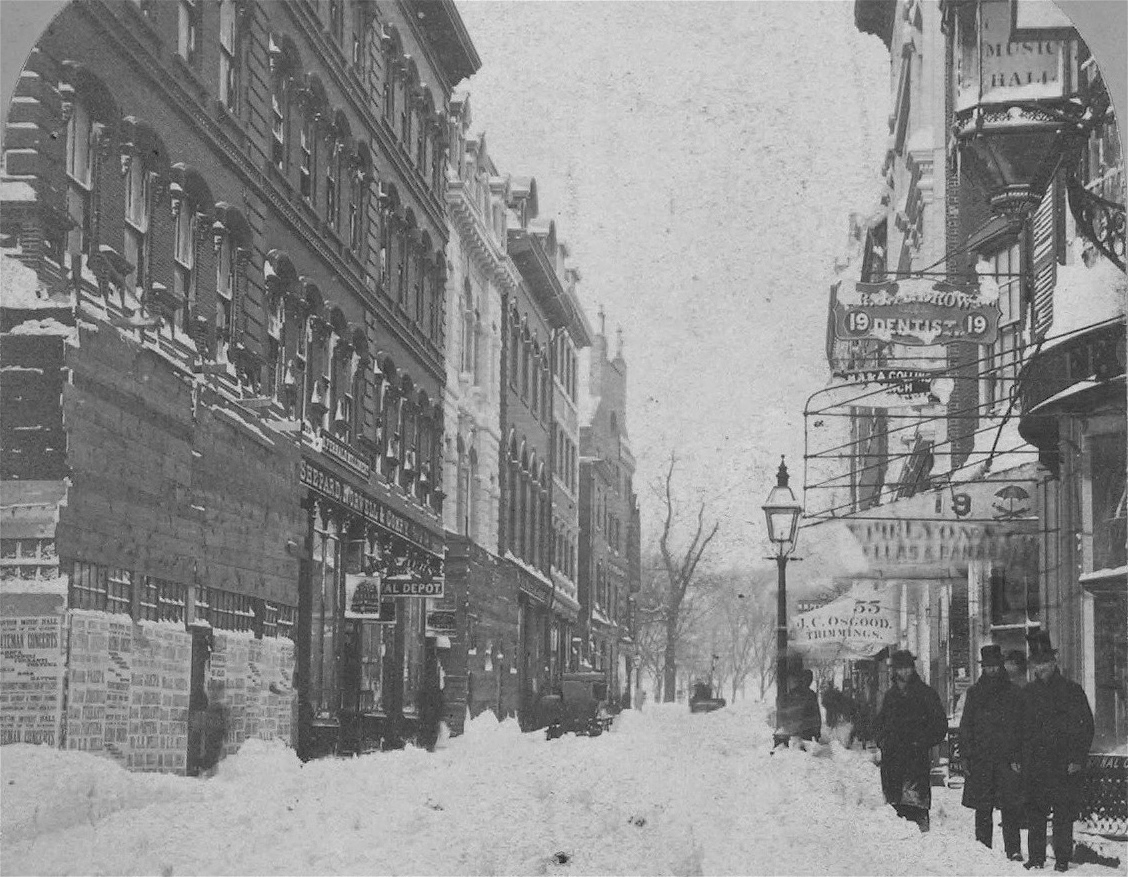
Bostonská ulice po sněhové vichřici, výřez ze stereofotografie, cca 1860

John B. Heywood byl americký fotograf působící asi v období let 1856-1861 v Bostonu, Massachusetts. Na svých stereofotografiích zachycoval život ve městě, městskou krajinu a veduty.
Některé příklady jeho fotografií se nacházejí v newyorské veřejné knihovně (NYPL) a také v majetku Massachusettské historické společnosti.

## Galerie fotografií

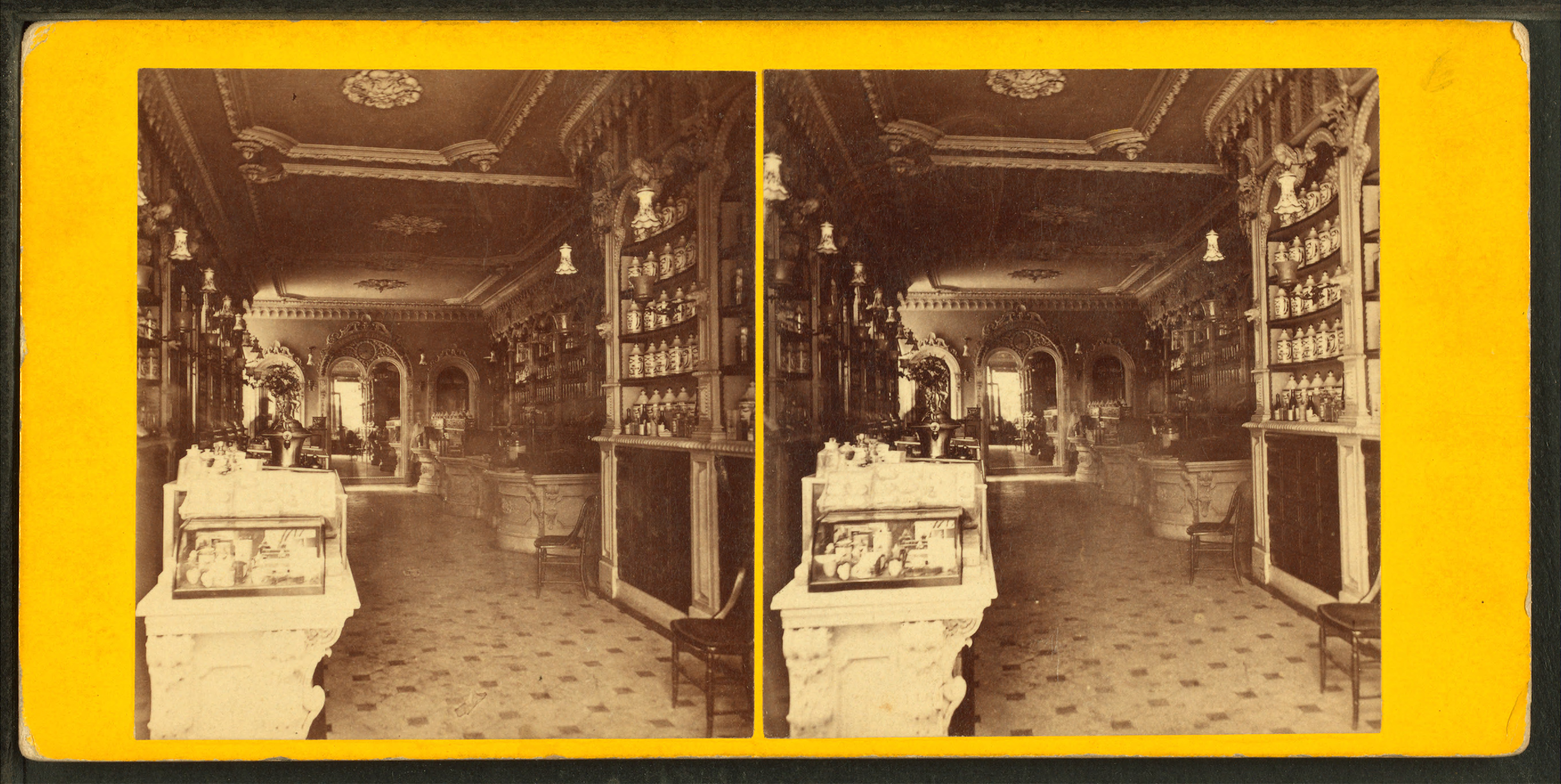
Interiér lékárny, Boston(?), 19. st.
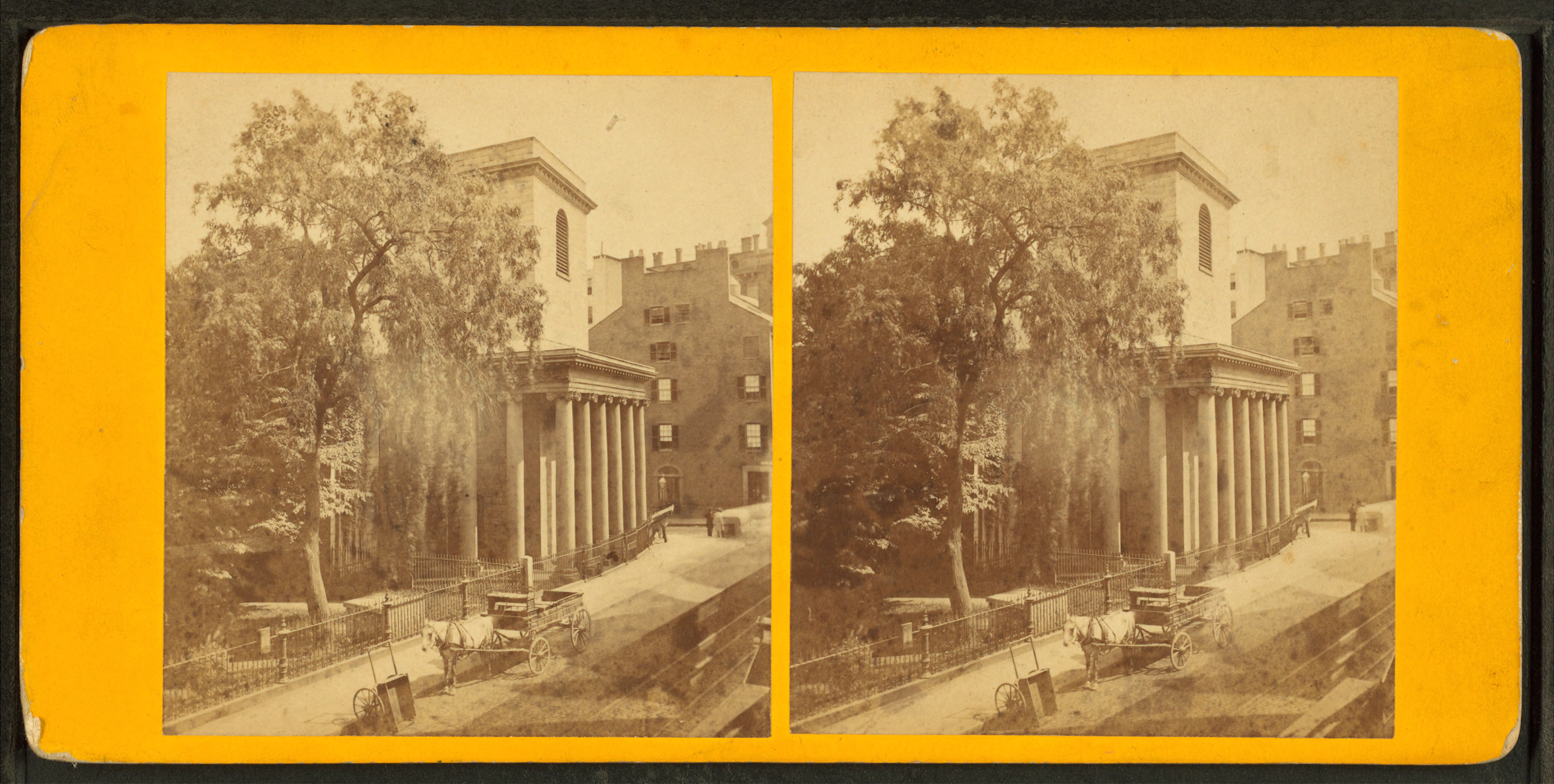
Tremont St., Boston, 19. st.
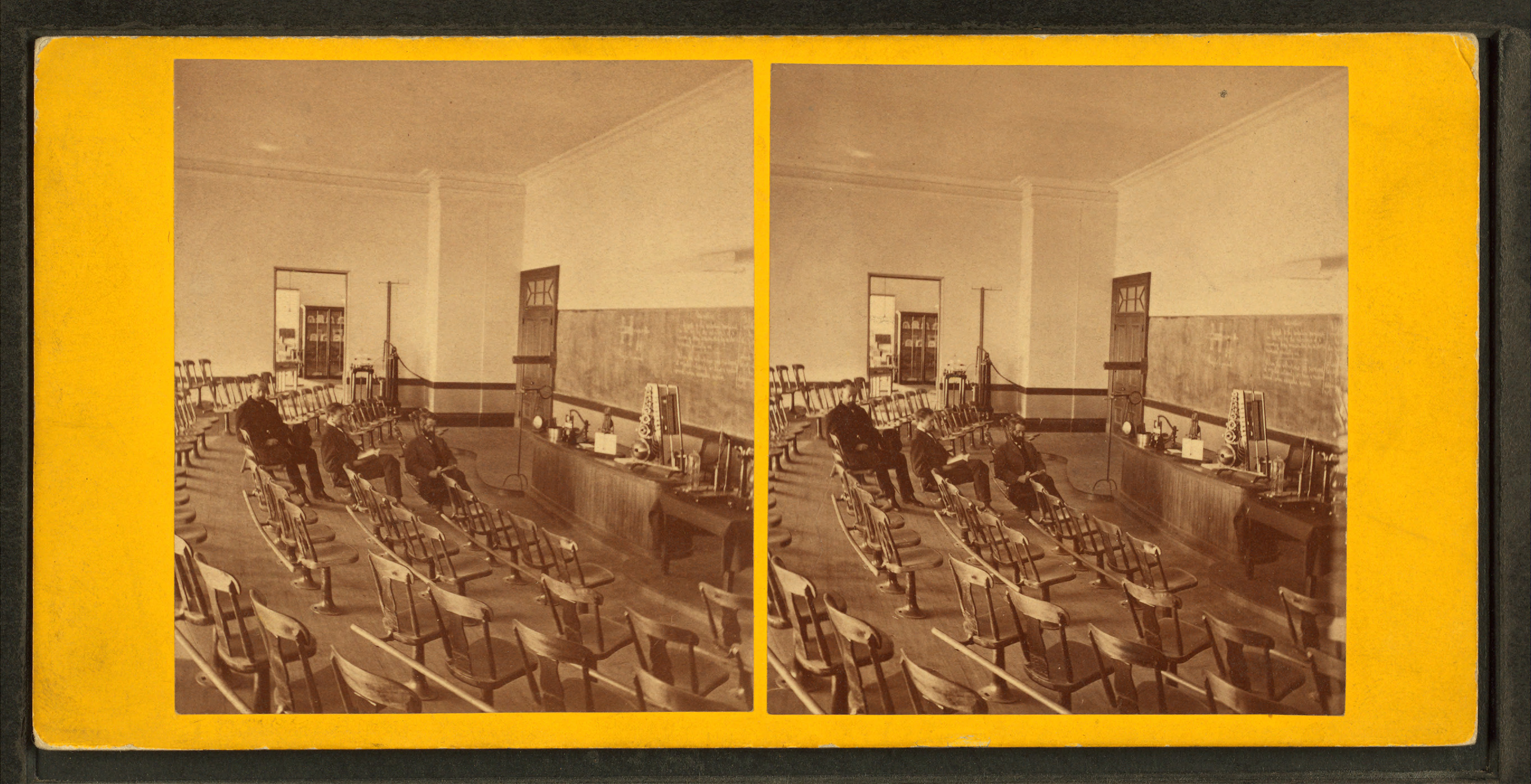
Institute of Technology, Boston, 19. st.
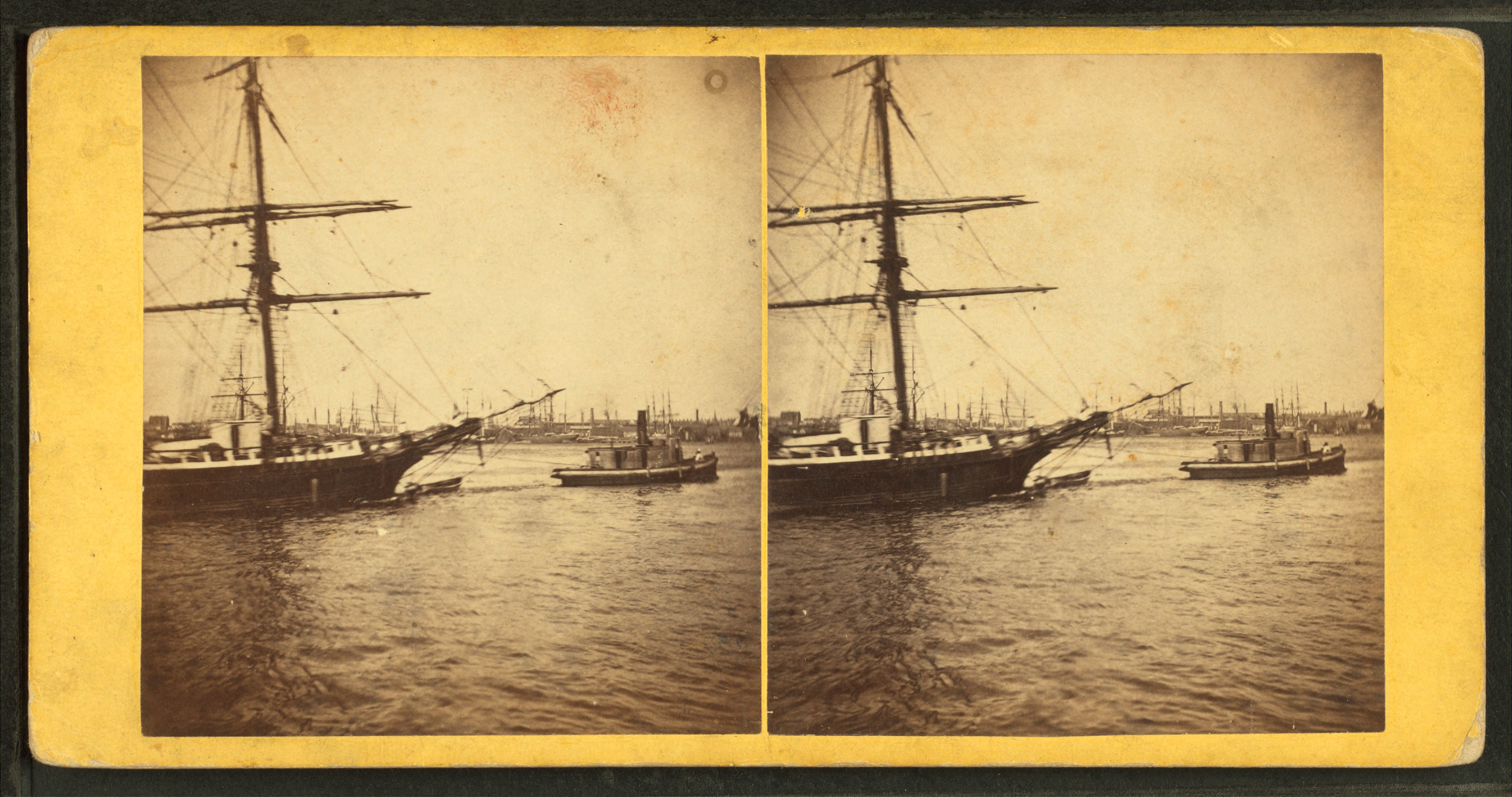
Bostonský přístav (?), 19. st.
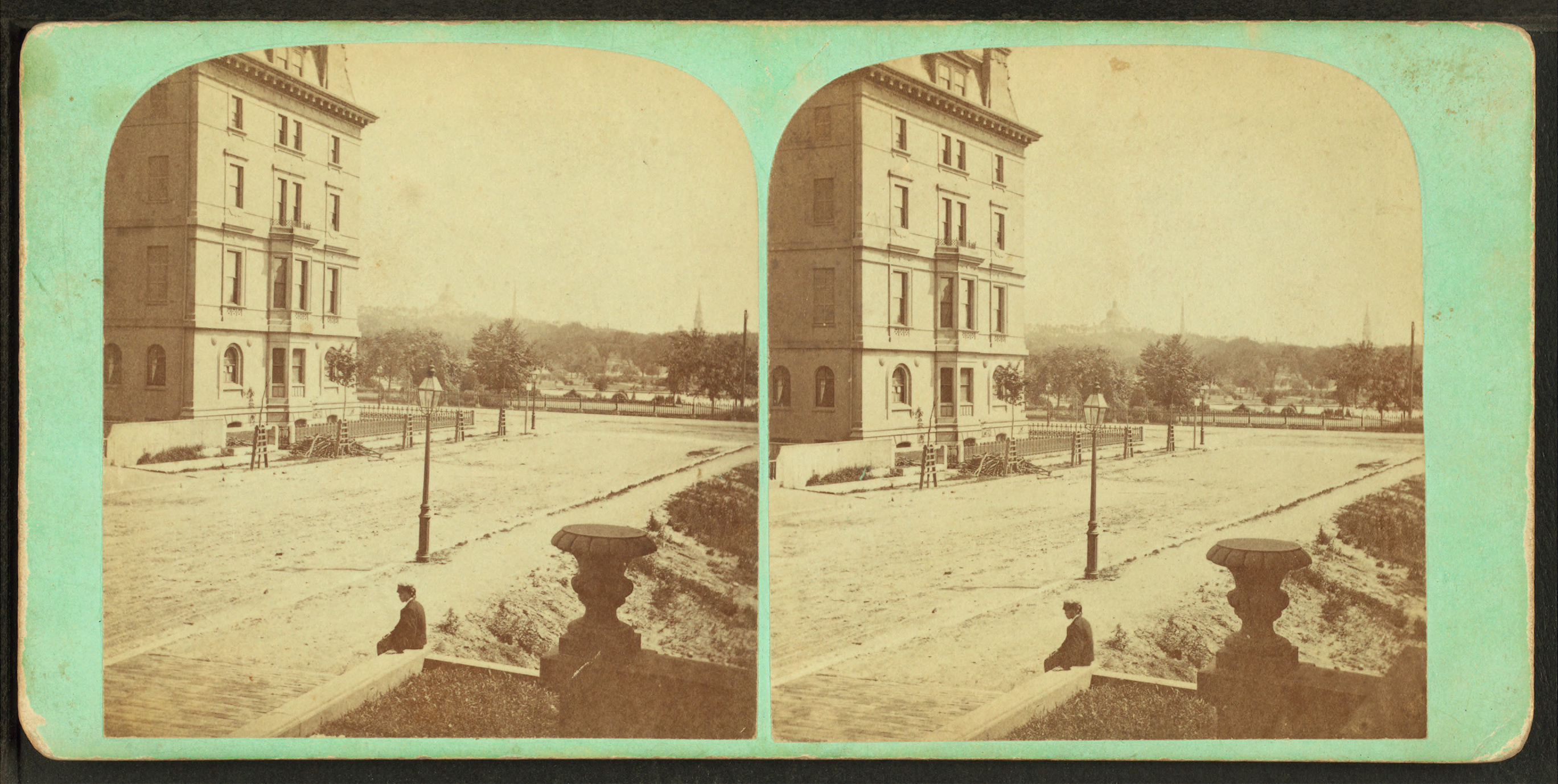
Newbury Street, Boston, 19. st.
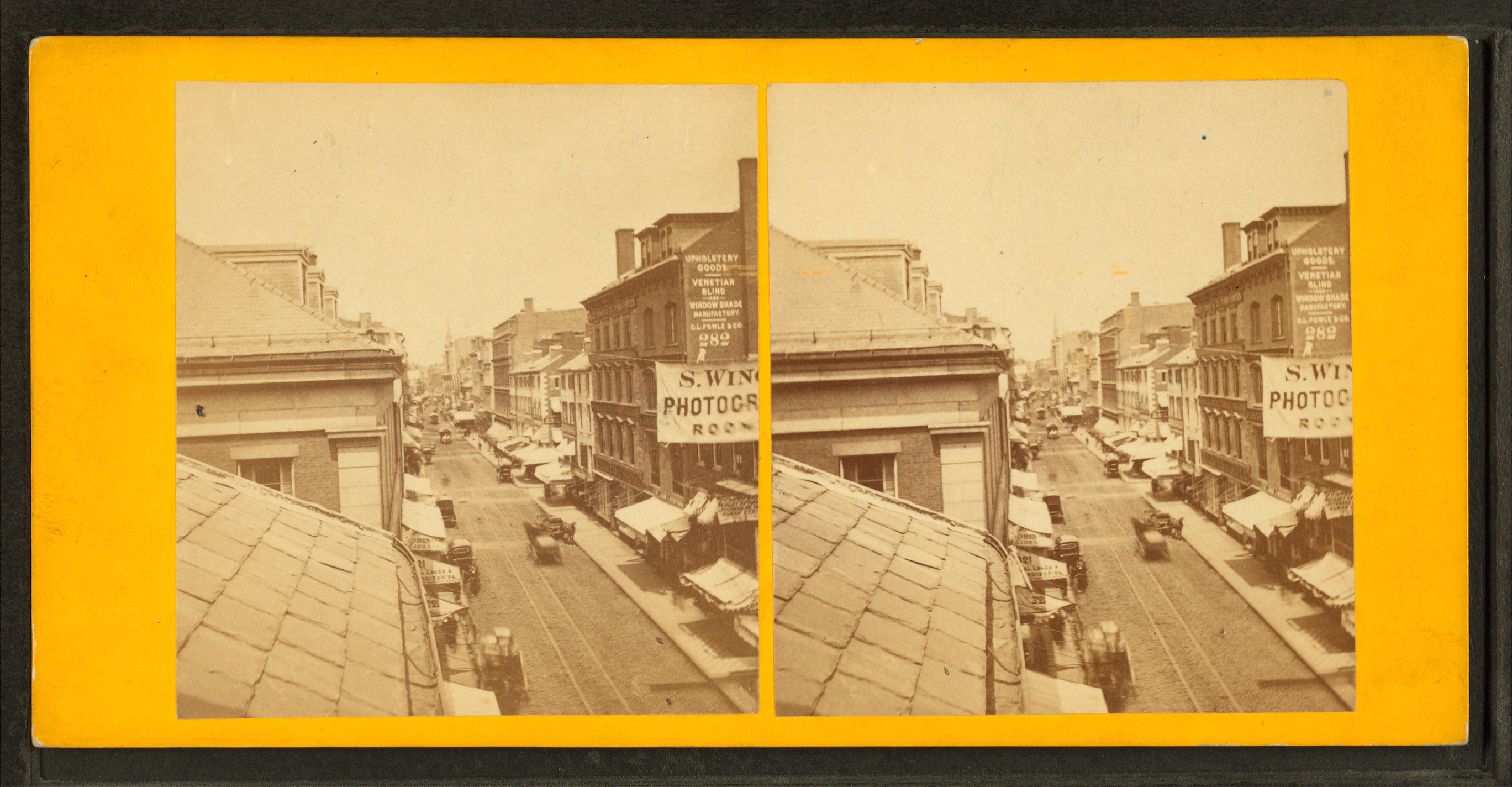
Washington Street, Boston, 19. st.
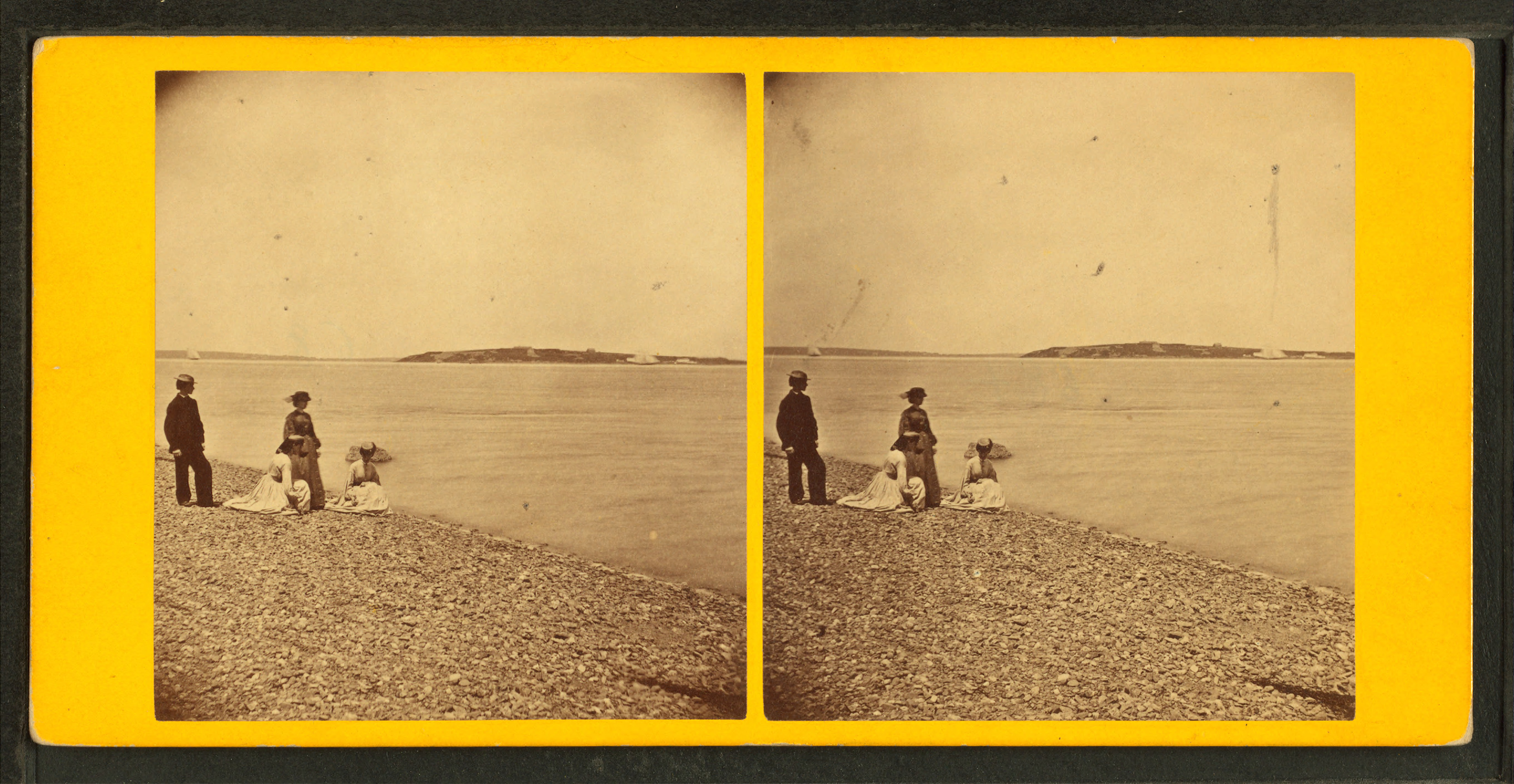
South Boston Point a pohled na Fort Winthrop, Massachusetts, 19. st.